# 한국여자프로농구 2006 여름리그
한국여자프로농구 2006 여름리그(스폰서의 이름을 딴 금호아시아나배 겨울리그라고도 알려진)는 한국여자프로농구의 열여섯 번째 시즌이다. 2005년 12월 20일부터 2006년 3월 10일까지 6개 연고지에서 진행되었다.

## 선수 변화
- 2006년 5월 4일, 금호생명 이종애 삼성생명으로 이적, 삼성생명 조은주 금호생명으로 이적
- 2006년 8월 8일, 금호생명 김지윤 ⇔ KB국민은행 신정자 선수와 1대1 트레이드

## 정규리그
정규리그는 2006년 5월 24일 개막하였으며, 2006년 7월 10일까지 진행되었다. 천안 KB 세이버스가 정규리그 우승을 차지했다.
| 순위 | 팀                     | 경기 | 승 | 패 | 승차 | 참가 자격 및 강등 |
| ---- | ---------------------- | ---- | -- | -- | ---- | ----------------- |
| 1    | 천안 KB 세이버스       | 15   | 10 | 5  | —    | 플레이오프 진출   |
| 2    | 용인 삼성생명 비추미   | 15   | 9  | 6  | 1    | 플레이오프 진출   |
| 3    | 춘천 우리은행 한새     | 15   | 8  | 7  | 2    | 플레이오프 진출   |
| 4    | 안산 신한은행 에스버드 | 15   | 7  | 8  | 3    | 플레이오프 진출   |
| 5    | 부천 신세계 쿨캣       | 15   | 7  | 8  | 3    |                   |
| 6    | 구리 금호생명 레드윙스 | 15   | 4  | 11 | 6    |                   |

## 포스트시즌
플레이오프는 2007년 7월 13일 ~ 7월 17일에 걸쳐 진행되었고, 챔피언 결정전은 7월 20일 ~ 7월 27일에 걸쳐 진행되었다.

## 수상

### 정규리그 시상

#### 통계에 의한 부문
| 부문       | 선수       | 팀                     | 기록    |
| ---------- | ---------- | ---------------------- | ------- |
| 득점상     | 스테파노바 | 천안 KB 세이버스       | 24.27점 |
| 3점 득점상 | 김영옥     | 춘천 우리은행 한새     | 38개    |
| 3점 야투상 | 변연하     | 용인 삼성생명 비추미   | 41.94%  |
| 2점 야투상 | 올리베이라 | 춘천 우리은행 한새     | 55.56%  |
| 자유투상   | 변연하     | 용인 삼성생명 비추미   | 88.89%  |
| 리바운드상 | 스테파노바 | 천안 KB 세이버스       | 18.33개 |
| 어시스트상 | 전주원     | 안산 신한은행 에스버드 | 7.43개  |
| 스틸상     | 양정옥     | 부천 신세계 쿨캣       | 2.27개  |
| 블록상     | 스테파노바 | 천안 KB 세이버스       | 4.07개  |

#### 투표에 의한 부문
| 상             | 수상자                          |
| -------------- | ------------------------------- |
| 최우수선수상   | 정선민 (안산 신한은행 에스버드) |
| 외국인선수상   | 스테파노바 (천안 KB 세이버스)   |
| 우수수비선수상 | 이종애 (용인 삼성생명 비추미)   |
| 식스우먼상     | 이연화 (안산 신한은행 에스버드) |
| 모범선수상     | 김정은 (부천 신세계 쿨캣)       |
| 지도상         | 최병식 (천안 KB 세이버스)       |

WKBL 베스트 5:
- G 전주원, 안산 신한은행 에스버드
- G 김정은, 부천 신세계 쿨캣
- F 변연하, 용인 삼성생명 비추미
- F 정선민, 안산 신한은행 에스버드
- C 스테파노바, 천안 KB 세이버스

### 라운드별 MVP, MIP
| 라운드  | MVP                             |
| ------- | ------------------------------- |
| 1라운드 | 정선민 (안산 신한은행 에스버드) |
| 2라운드 | 전주원 (안산 신한은행 에스버드) |
| 3라운드 | 김정은 (부천 신세계 쿨캣)       |